# Saint-Fiacre (Seine-et-Marne)
Saint-Fiacre is een gemeente in het Franse departement Seine-et-Marne (regio Île-de-France) en telt 389 inwoners (1999). De plaats maakt deel uit van het arrondissement Meaux.

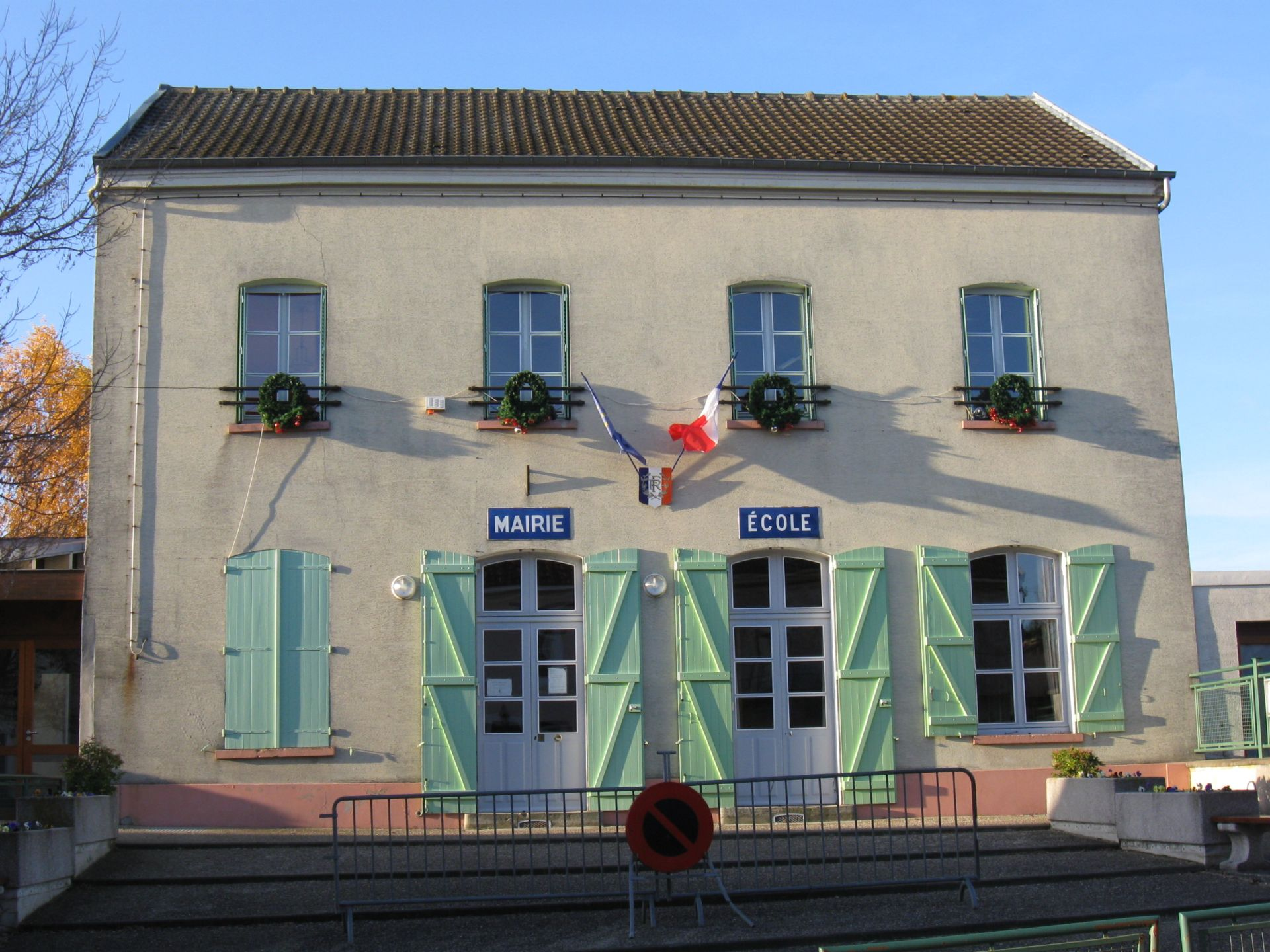
Gemeentehuis
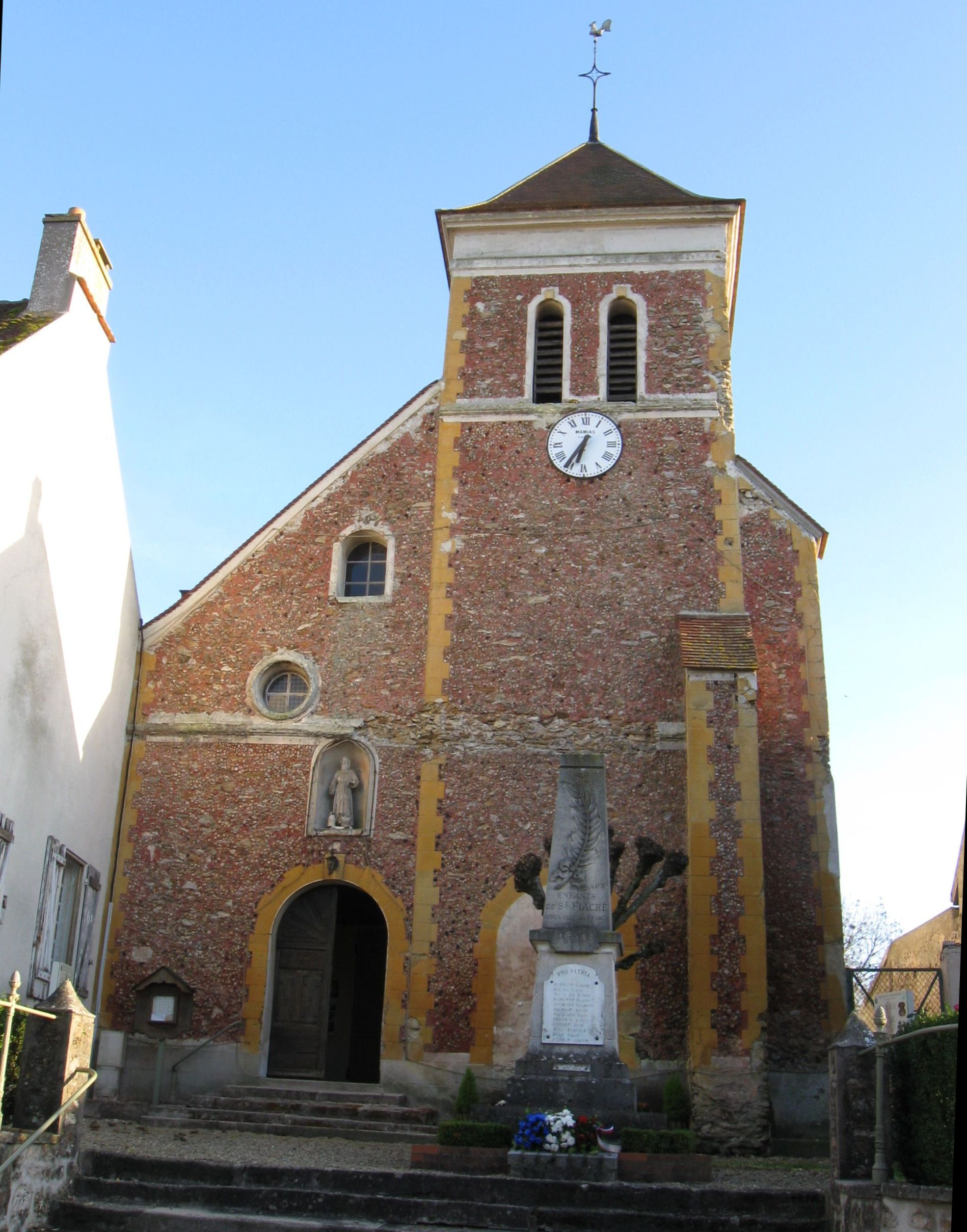
Kerk van Saint-Fiacre
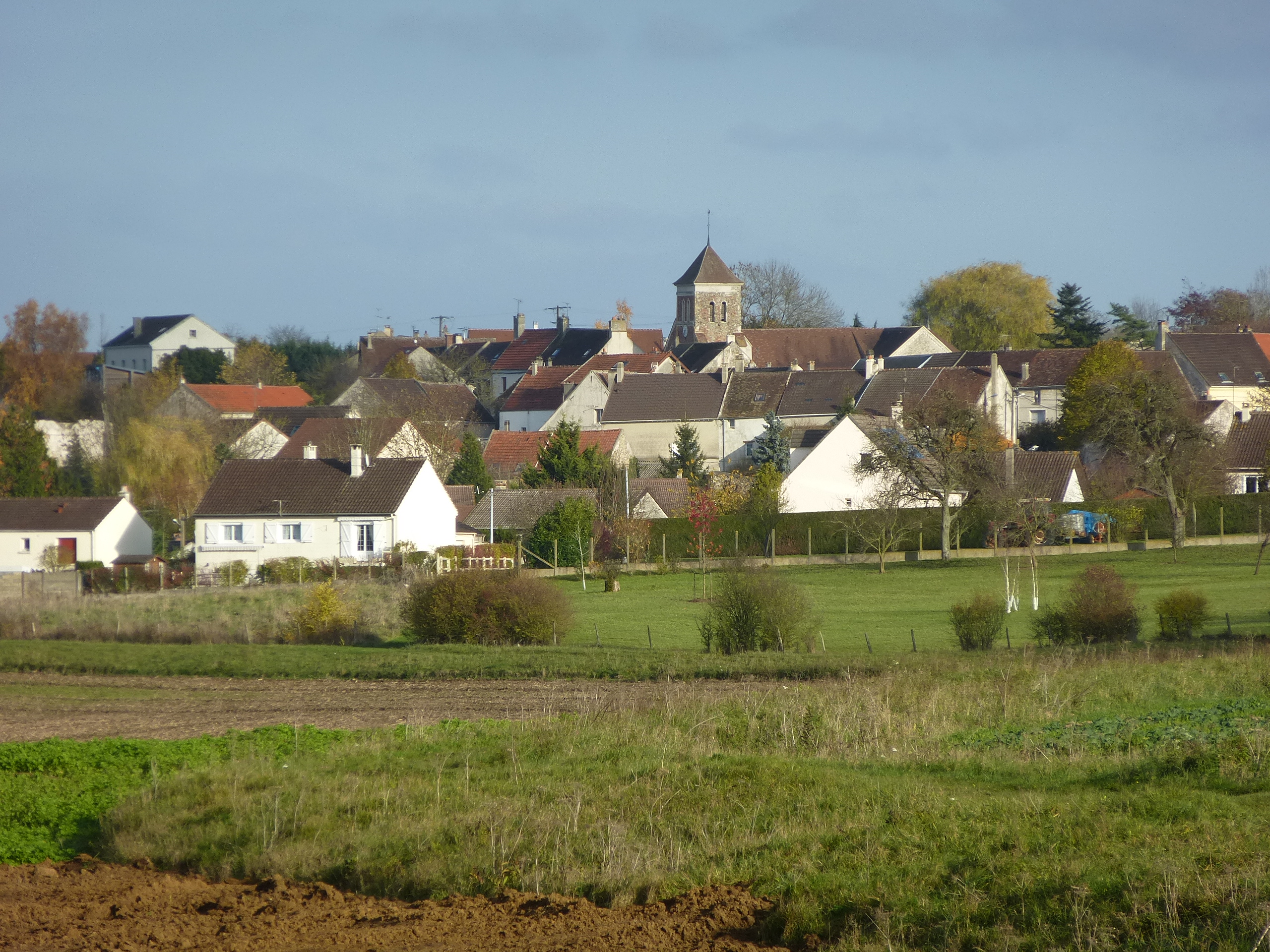
Uitzicht op Saint-Fiacre

## Geografie
De oppervlakte van Saint-Fiacre bedraagt 2,8 km², de bevolkingsdichtheid is 138,9 inwoners per km².
De onderstaande kaart toont de ligging van Saint-Fiacre (Seine-et-Marne) met de belangrijkste infrastructuur en aangrenzende gemeenten.

## Demografie
Onderstaande figuur toont het verloop van het inwonertal (bron: INSEE-tellingen).